# Je n'aime que toi (film, 2004)
Pour le film français de 1949, voir Je n'aime que toi (film, 1949).
Pour plus de détails, voir Fiche technique et Distribution.
Je n'aime que toi est un film québécois réalisé par Claude Fournier en 2004.

## Synopsis
Georges Guérin, romancier en panne d'inspiration, rencontre dans un café qu'il a l'habitude de fréquenter une jeune femme nommée Daisy avec laquelle il entreprend une conversation. Daisy, qui se dit putain, fait un tel récit de sa propre vie que celle-ci deviendra la trame du nouveau roman de Georges. Le jour du lancement du livre pourtant, Daisy dont Georges s'est épris, a disparu. Et Guérin ne lui connaît pas d'adresse. Il ne saura jamais qui était vraiment cette fille.

## Fiche technique
- Titre : Je n'aime que toi
- Réalisation : Claude Fournier
- Scénario : Claude Fournier
- Direction artistique : Gaudeline Sauriol et Claude Tremblay
- Costumes : Michèle Hamel
- Maquillage : Christiane Fattori
- Image : René Verzier
- Son : Yvon Benoît, Michel Descombes, Valéry Dufort-Boucher, Nicolas Gagnon, Pierre Laroche, Christian Rivest, Alice Wright
- Montage : Jean-Pierre Cereghetti
- Musique originale : Jorane
- Production : Marie-José Raymond et Virginie Valastro
- Société de production : Rose Films
- Sociétés de distribution : Christal Films (Canada) ; Melimedias (Belgique)
- Format :
- Dates de sortie : 2004

## Distribution
- Michel Forget : Georges Guérin
- Noémie Godin-Vigneau : Daisy
- Dorothée Berryman : Bibiane Guérin
- Jean-Nicolas Verreault : Guillaume Lanctôt
- France Castel : Mme Breton
- Normand Chouinard : Charles-Henri Breton
- Louis-José Houde : le vendeur Bell
- Louis-Olivier Mauffette : le garçon de café
- Anne-Marie Boisvert : la serveuse
- Virginie Valastro : Virginie
- Sylvie Jarry : l'attachée de presse
- Mélanie Pilon : la serveuse du salon de thé
- Dave Bourgeois : le voisin
- Jacques Lanctôt : lui-même
- Yves Beauchemin : lui-même
- Arlette Cousture : elle-même
- Dany Laferrière : lui-même
- Gérald Larose : lui-même
- Marie-Rose Larose : elle-même
- Jean Fugère : lui-même
- Philippe Laguë : lui-même
- Steve Rompré : lui-même
- Pierre Dury : lui-même